# II. třída okresu Hradec Králové 2009/2010
V utkáních II. třídy okresu Hradec Králové 2009/2010, jedné ze skupin 8. nejvyšší fotbalové soutěže v Česku, se utkalo 14 týmů dvoukolovým systémem podzim – jaro. Tento ročník začal v srpnu 2009 a skončil v červnu 2010.
Postup do I. B třídy Královéhradeckého kraje 2010/2011 si zajistil vítězný tým AFK Probluz. Sestoupil poslední tým TJ Sokol Lovčice.

## Konečná tabulka II. třídy okresu Hradec Králové 2009/2010
| Poř. | Tým                         | Z  | V  | R | P  | VG | OG | B  |
| ---- | --------------------------- | -- | -- | - | -- | -- | -- | -- |
| 1.   | AFK Probluz                 | 26 | 19 | 3 | 4  | 56 | 23 | 60 |
| 2.   | TJ Sokol Třebeš             | 26 | 18 | 1 | 7  | 66 | 36 | 55 |
| 3.   | FC Spartak Kobylice         | 26 | 16 | 3 | 7  | 76 | 41 | 51 |
| 4.   | SK Smiřice                  | 26 | 14 | 6 | 6  | 61 | 35 | 48 |
| 5.   | TJ Spartak Kosičky          | 26 | 12 | 4 | 10 | 56 | 38 | 40 |
| 6.   | TJ Sokol Červeněves         | 26 | 12 | 1 | 13 | 58 | 59 | 37 |
| 7.   | TJ Sokol Nepolisy           | 26 | 10 | 6 | 10 | 43 | 55 | 36 |
| 8.   | FK Chlumec nad Cidlinou „B“ | 26 | 9  | 7 | 10 | 51 | 47 | 34 |
| 9.   | TJ Jiskra Prasek            | 26 | 10 | 4 | 12 | 47 | 50 | 34 |
| 10.  | TJ Sokol Myštěves           | 26 | 8  | 5 | 13 | 35 | 51 | 29 |
| 11.  | SK Bystřian Kunčice „B“     | 26 | 8  | 4 | 14 | 45 | 80 | 28 |
| 12.  | TJ Sokol Velichovky         | 26 | 7  | 6 | 13 | 52 | 77 | 27 |
| 13.  | TJ Sokol Stěžery            | 26 | 6  | 2 | 18 | 33 | 85 | 20 |
| 14.  | TJ Sokol Lovčice (N)        | 26 | 6  | 2 | 18 | 43 | 55 | 20 |

Poznámky:
- Z = Odehrané zápasy; V = Vítězství; R = Remízy; P = Prohry; VG = Vstřelené góly; OG = Obdržené góly; B = Body; (S) = Mužstvo sestoupivší z vyšší soutěže; (N) = Mužstvo postoupivší z nižší soutěže (nováček)

|  | Postup do I. B třídy Královéhradeckého kraje 2010/2011 |
|  | Sestup do III. třídy okresu Hradec Králové 2010/2011   |